# Titani(III) bromide
Titan(III) bromide là một hợp chất vô cơ có công thức hóa học TiBr3. Nó là một chất rắn thuận từ màu dương đen, có màu đỏ dưới ánh sáng phản xạ. Nó có ít ứng dụng, mặc dù nó là chất xúc tác cho quá trình trùng hợp các anken.

## Điều chế và cấu trúc
TiBr3 khan có thể được tạo ra bằng cách đốt nóng tetrabromide trong môi trường khí hydro.
2TiBr4 + H2 → 2TiBr3 + 2HBr
Nó cũng có thể được sản xuất bằng cách khử Ti(IV) trong titan(IV) bromide.
Ti + 3TiBr4 → 4TiBr3
Có hai đa hình, mỗi trung tâm là bát diện Ti.
Hexahydrat, TiBr3·6H2O được điều chế bằng cách cho điện phân dung dịch TiBr4, rồi bão hòa dung dịch bằng khí HBr. Nó kém bền hơn muối chloride tương ứng, khi chảy ra trong không khí trở thành chất lỏng màu nâu.

## Phản ứng
Làm nóng tribromide cho đibromide cùng với tetrabromide dễ bay hơi:
TiBr3 → 2TiBr4 + TiBr2
Chất rắn hòa tan trong dung môi L như pyridin và nitryl để tạo ra các chất theo tỉ lệ 3:1.
TiBr3 + 3L → 2TiBr3L3

## Hợp chất khác
TiBr3 còn tạo một số hợp chất với NH3, như:
- TiBr3·NH3 là chất rắn màu lục đậm;
- TiBr3·5NH3 là chất rắn màu tím nhạt;[5]
- TiBr3·6NH3 là chất rắn màu xám lục đậm;[6]
- TiBr3·8NH3 là chất rắn xám nhạt đến không màu.[7]